# Gehyra unguiculata
Gehyra unguiculata (серпоплямиста дтелла) — вид геконоподібних ящірок родини геконових (Gekkonidae). Ендемік Австралії. Описаний у 2018 році.

## Поширення і екологія
Серпоплямисті дтелли мешкають на північному сході регіону Пілбара в Західній Австралії, на північ від річки Де-Грей. Вони живуть серед гранітових і базальтових скель.